# Ronny Jaques

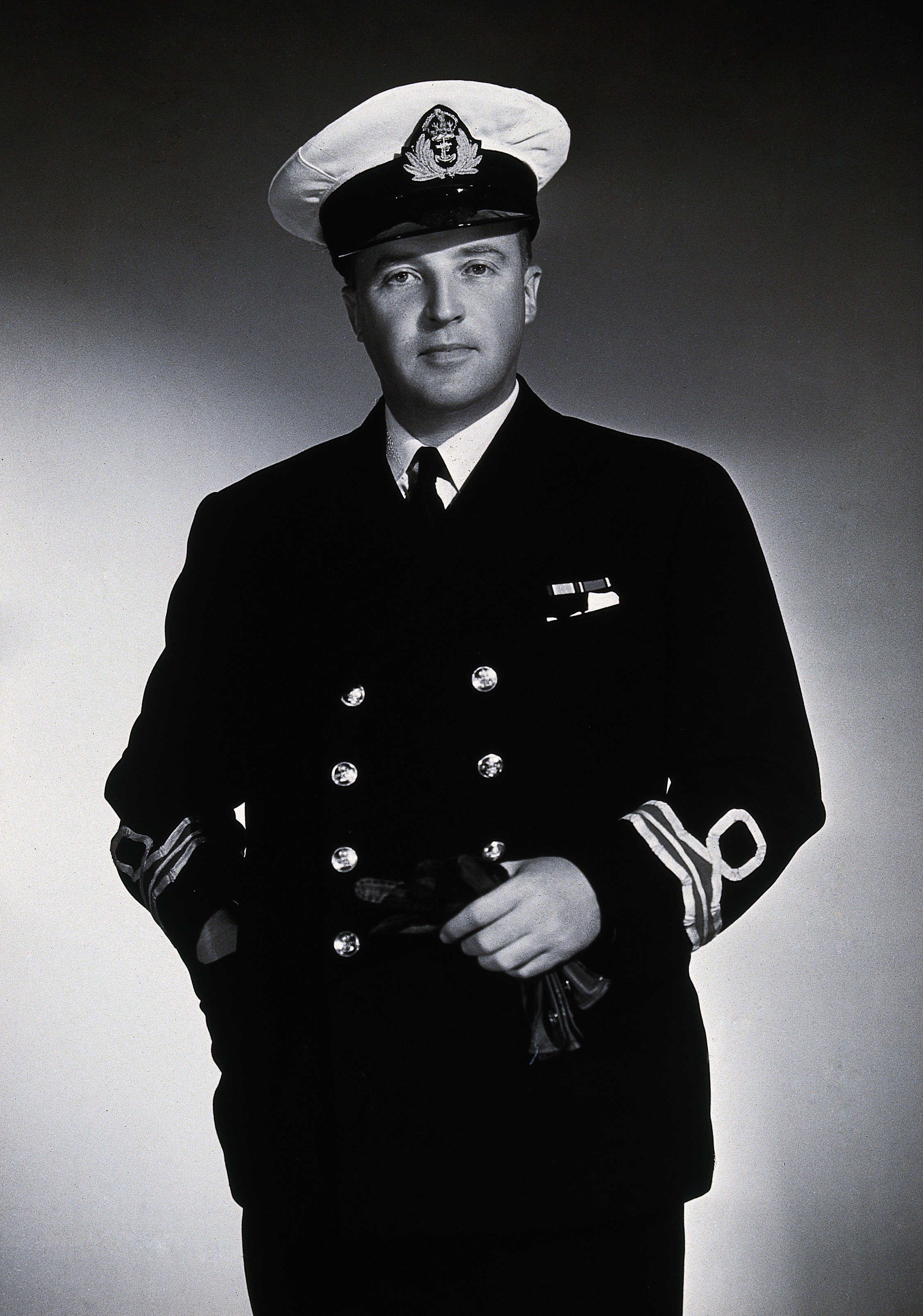
Ronny Jaques: kanadský vědec Charles Herbert Best

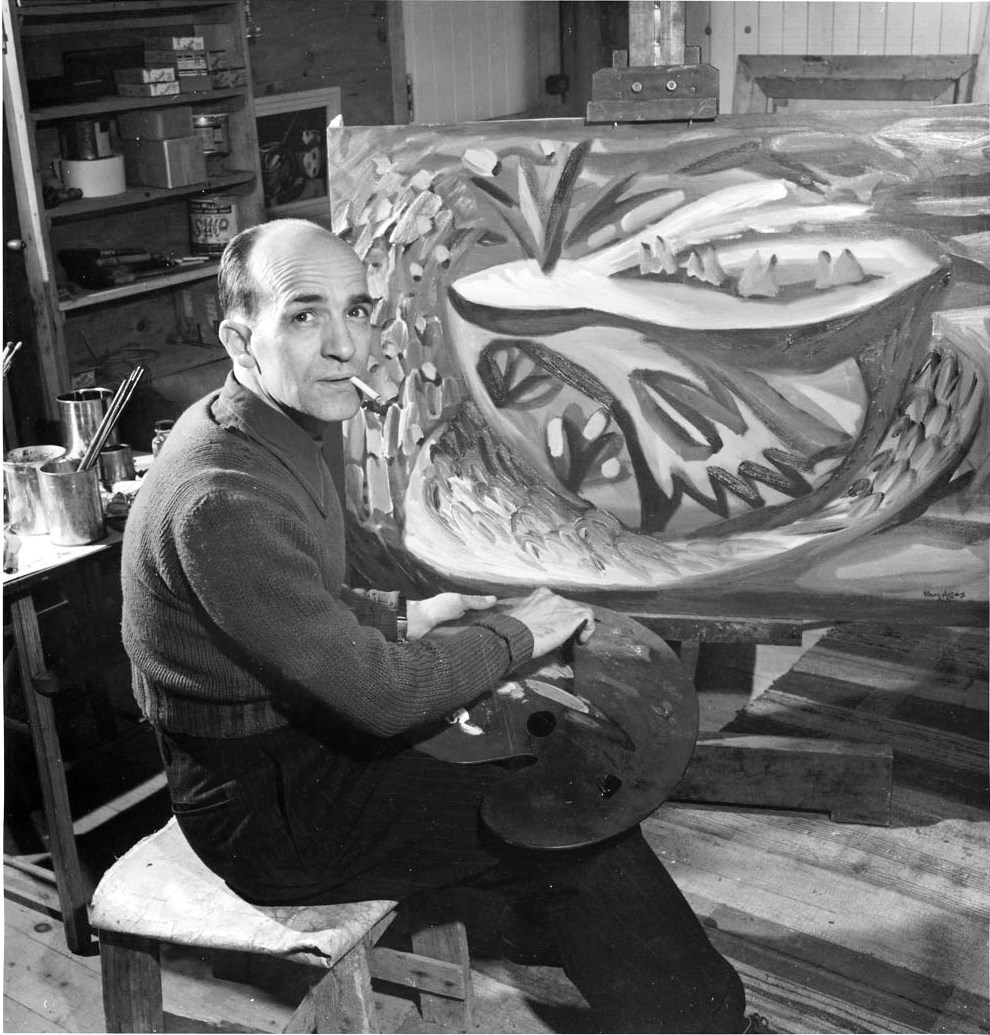
Ronny Jaques: Umělec Paul Borduas

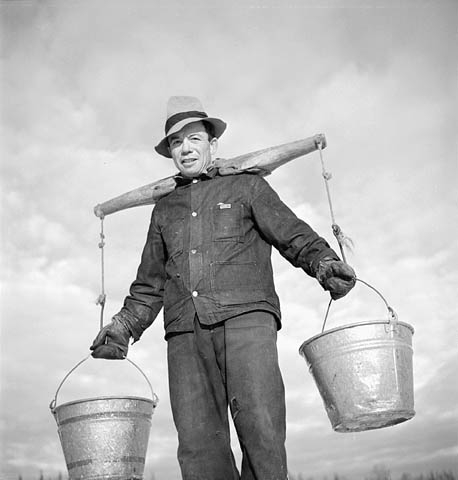
Ronny Jaques: Dělník Andres Budge z Maniwaki nesoucí kbelíky na vodu s jhem na ramenou v dřevorubeckém táboře pana Kearneyho v regionu Outaouais, 1943

Ronny Jaques (1910–2008) byl britský fotograf z Londýna.

## Raný život
Syn bookmakera, který zemřel, když ho přejel vlak v londýnském metru, byl Ronny Jaques během první světové války poslán do internátní školy v pobřežním městě na Temži. Škola byla poté přesunuta do Bedfordu uprostřed Anglie, aby se vyhnula náletům. Jaques tam zůstal až do konce války. Když mu bylo 9 let, jeho matka zavřela otcovu firmu a přestěhovala rodinu do Christie Lake v Kanadě.
V roce 1925 se Jaques přestěhoval se svým bratrem Louisem do New Yorku. Během té doby pracoval pro Henryho L. Doughertyho, zakladatele plynárenské společnosti. V roce 1932 oba bratři opustili práci a dva roky jezdili na kole po Evropě. Jaques se poté zapsal na Regent Street Polytechnic v Londýně, kde se naučil fotografovat a zůstal tam asi 8 měsíců. Poté se přestěhoval do Kanady, kde si otevřel Ronny Jaques Studio na adrese Grenville Street 24 v Torontu. V roce 1941 zavřel studio, aby se mohl soustředit na svou fotografickou kariéru v New Yorku.

## Fotografická kariéra
Během 40., 50. a 60. let pracoval jako fotograf pro časopisy jako Harper's Bazaar, Gourmet, Holiday a Town and Country, pro které fotografoval módu, cestování, jídlo a lifestylové fotografie, a v polovině padesátých let pro Maclean's. pracoval se spisovatelem Brucem Hutchisonem na cestovatelském seriálu.
Ve volném čase Jaques fotografoval v The Downbeat Clubu, jazzovém klubu v New Yorku, kde portrétoval celebrity jako byli například: Billie Holiday, Duke Ellington, Ben Webster, Coleman Hawkins a Nat King Cole.
Na rozdíl od svých současníků měl Ronny Jaques pověst nenápadného muže; vyhýbal se asistentům a doprovodu a raději pracoval bez komplikovaného oblékání nebo složitého osvětlení.

## Uznání
Z Jaquesovy časopisecké práce vybral v roce 1955 kurátor Edward Steichen tři jeho fotografie pro světovou výstavu Muzea moderního umění Lidská rodina, kterou vidělo 9 milionů návštěvníků. Na jednom snímku zblízka stojí tři kanadské dívky se zachmuřeným výrazem u drátěného plotu proti poli, které sahá až k vysokému horizontu, na němž před zataženou oblohou stojí dům hranatý a jednoduchý jako dětská kresba. Další, rovněž pořízený v Kanadě, ukazuje pozdní noc v baru s židlemi naskládanými v popředí v siluetě a dole v rámu sedí dva popíjející muži, z nichž jeden hází hlavou dozadu, zatímco na ně shlíží malovaný obraz ženy s odhalenými ňadry. Třetí ukazuje širokou cestu lemovanou stromy v kolumbijském parku, který je osvětlen nízkým šikmým světlem, proti němuž se uprostřed objevuje dělník, který klečí v modlitbě, když prochází kněz v sutaně, kterému drží slunečník jeho mužský společník.

## Stáří
V devadesátých letech žil Ronny v dánské Kodani s Lise, svou třetí manželkou a jejich dvěma dětmi, a Lulu, která byla vdaná a měla čtyři děti, a Jens-Louisem. Zemřel ve věku 98 let v létě 2008.

## Dědictví
Po umělcově smrti v září 2008 byly jeho fotografie publikovány v knize Stolen Moments, šéfredaktorkou Town and Country a Jaquesovou blízkou přítelkyní Pamelou Fiori. Kompilace černobílých fotografií, mnoho z nich ze 40. let, zahrnuje Jaquesovy portréty Marlona Branda Bette Davisové, Cary Grantové, Billie Holidayové, Leonarda Bernsteina, Carsona McCullerse, George S. Kaufmana, WH Auden, Mary Martin a Ezio Pinza zkoušející jižní Pacifik s Richardem Rodgersem na klavír, vévoda a vévodkyně z Windsoru, Leonard Bernstein, Weegee na místě činu, Robert Mitchum, George S. Kaufman a další.

## Galerie

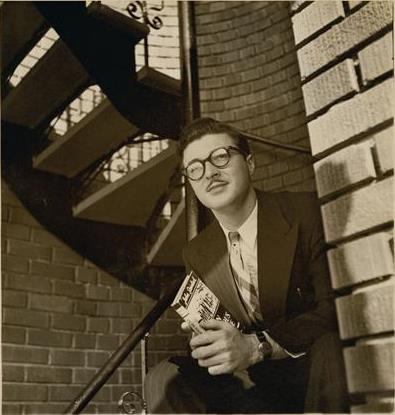
Roger Lemelin, 1946
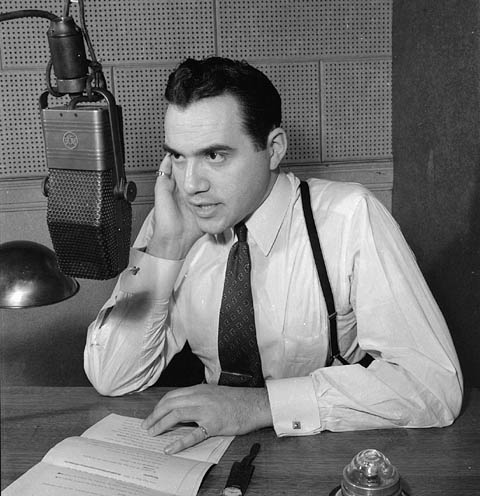
Komentátor Lorne Greene vysílající přes národní síť CBC, 1942
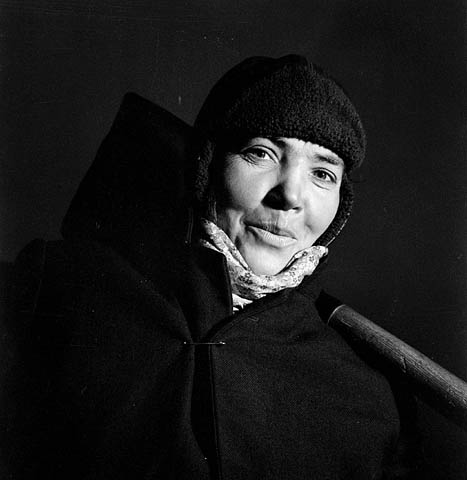
Železničář May Janus, Stelco Steel Company of Canada, Hamilton, Ontario, březen 1944
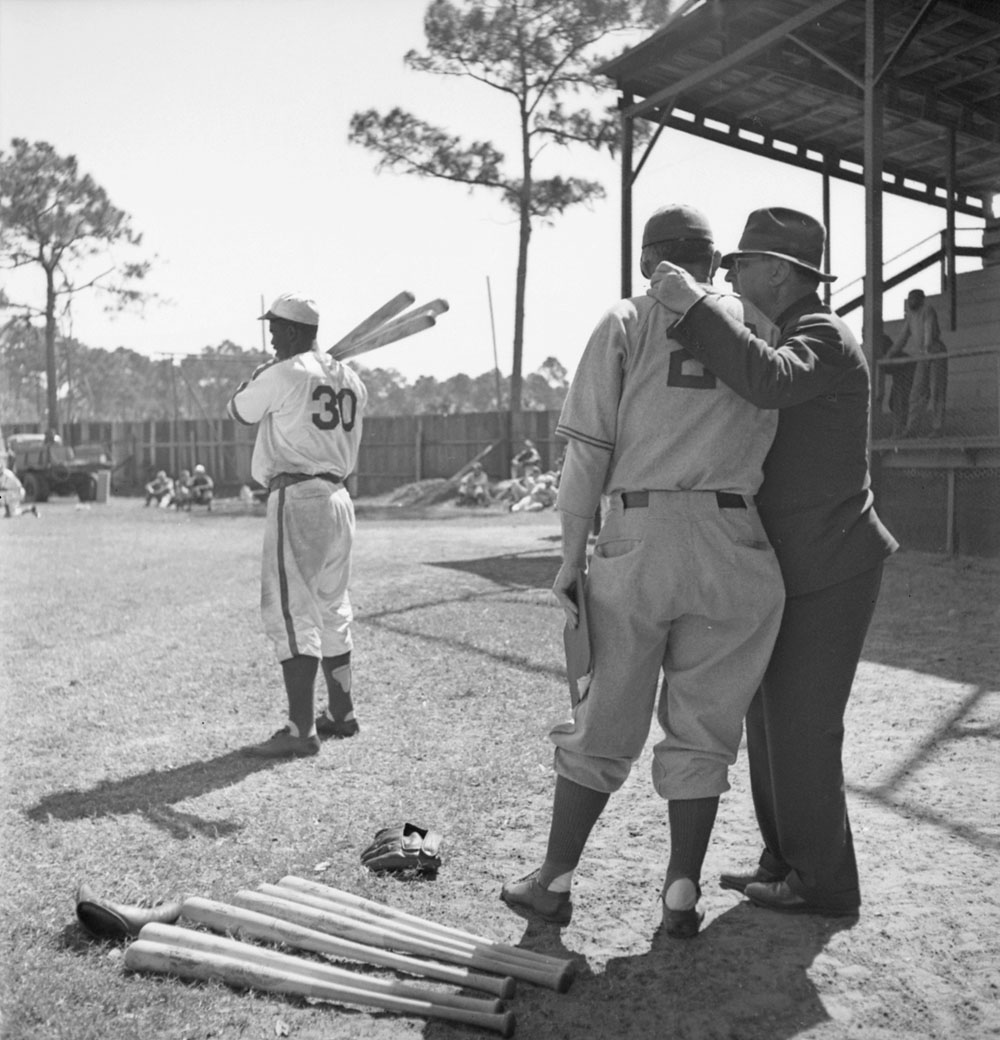
Ronnie Jaques: Jackie Robinson na fotografii pravděpodobně zveřejněné v montrealských novinách The Standard kolem roku 1946
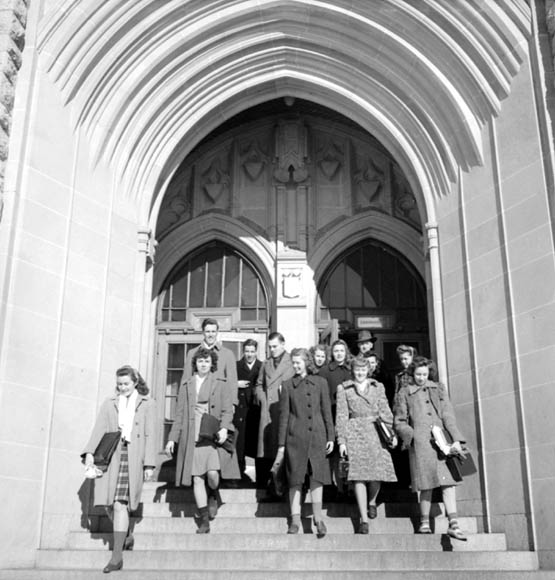
Studenti opouštějí Chemistry Building, University of Saskatchewan, Saskatoon, květen 1944
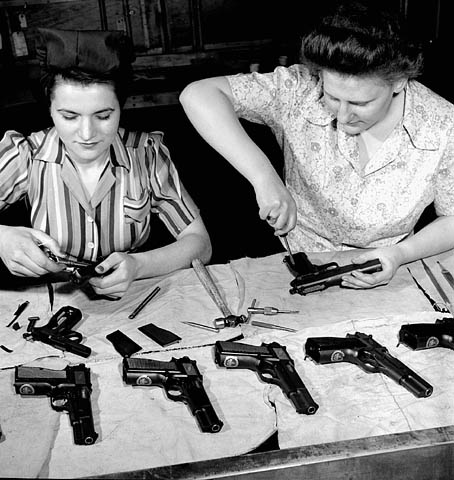
Dělnice pracují s municí, Toronto, duben 1944
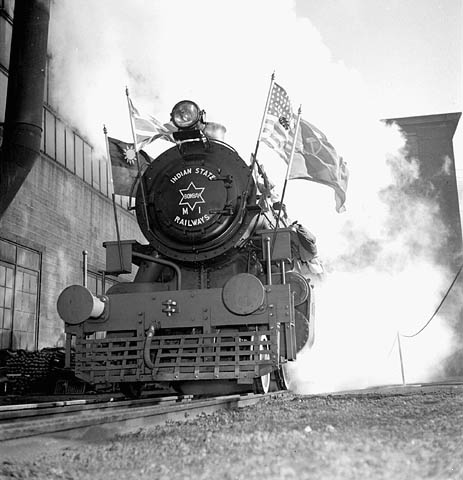
Funkční testování první lokomotivy X-Dominion pro Indii provádí zkušený testovací inženýr Joseph Megin z Montrealu (Quebec), listopad 1943
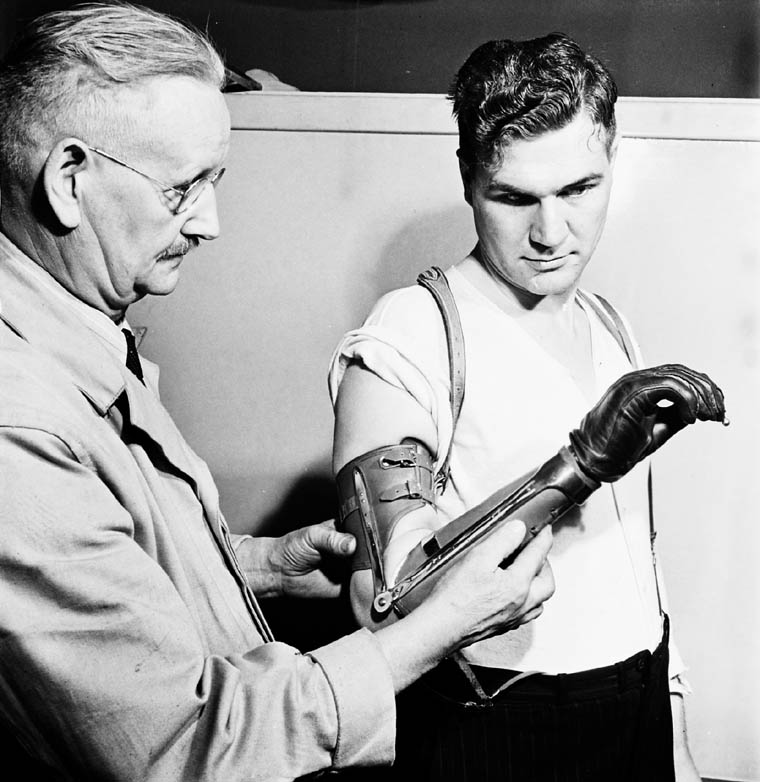
Vojín Ed Gerris z Royal Canadian Army Service Corps, s ředitelem Eccles of Shaw Business Schools, používá speciálně navrženou umělou ruku v rukavici, aby se naučil psát perem během rekvalifikačního kurzu, 1944
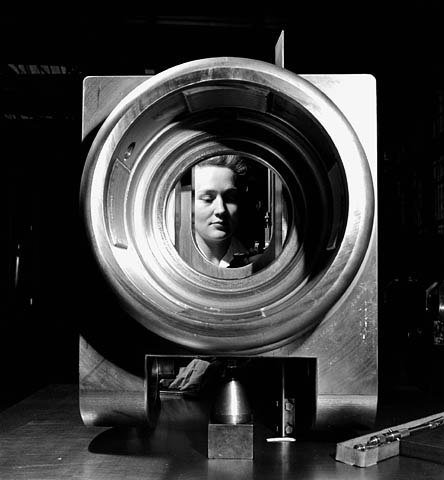
Dělnice Barbara Van Dine z Frederictonu, New Brunswick na snímku přes prstenec závěru čtyřpalcového námořního děla Mk XVI v oddělení námořní inspekce Sorel Industries, Sorel, Quebec, 1943
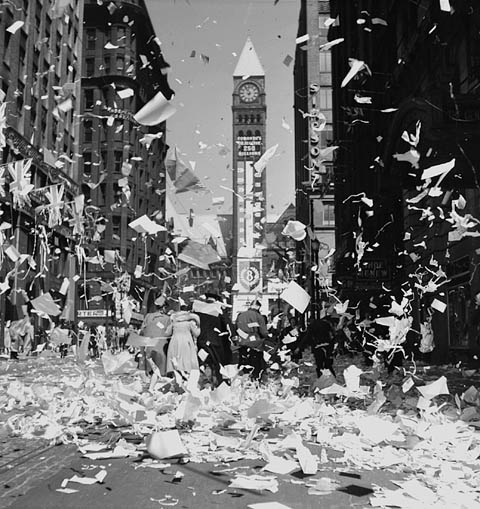
Oslavy Dne vítězství v Evropě, Bay Street, Toronto, Kanada, květen 1945